# عبد الله الحويطان
عبد الله الحويطان (ولد في 23 نوفمبر 1991) لاعب كرة قدم سعودي و يلعب في الهجوم في نادي الوصيل.

## مسيرة اللاعب
لعب مع نادي الشرق ونادي اللواء ونادي الوصيل.